# Ola Borten Moe
Ola Borten Moe (født 6. juni 1976 i Trondheim) er en norsk politiker i Senterpartiet, forretningsmand og landmand som fra oktober 2021 til august 2023 var minister for forskning og højere uddannelse i Regeringen Jonas Gahr Støre. Han var Senterpartiets første næstformand fra 2011 til 2023. Moe var fra 2005 til 2013 medlem af Stortinget valgt i Sør-Trøndelag og blev valgt igen i 2021. Han var Norges minister for olie og energi fra 2011 til 2013. 
Den 21. juli 2023 meddelte han, at han ville træde ud af regeringen, gå af som næstformand for Senterpartiet og ikke genopstille til Stortinget, efter gentagne brud på reglerne om omhu og habilitet i forbindelse med aktiehandler.

## Familie, uddannelse og erhverv
Han voksede op på Leinstrand i Trondheim kommune som søn af landmand Peder O. Moe (1948-2015) og sygeplejerske Kari Borten (1950-). Hans morfar er tidligere statsminister Per Borten(1913-2005). Ola Borten Moe giftede sig med det tidligere Stortingsmedlem  Anna Ceselie Brustad (1975-), som han har børn med. Han har givet udtryk for et kristent syn på livet.